# Ophiomyia zernyi
Ophiomyia zernyi este o specie de muște din genul Ophiomyia, familia Agromyzidae, descrisă de Friedrich Georg Hendel în anul 1927.
Este endemică în Albania. Conform Catalogue of Life specia Ophiomyia zernyi nu are subspecii cunoscute.